# Анил Малнад
Анил Малнад (канн. ಅನಿಲ್ ಮಲ್ನಾಡ್; 12 октября 1957, Чикмагалур, Карнатака — 19 марта 2018, Ченнаи) — индийский монтажёр, работавший в индустриях кино на телугу и тамильском языках и смонтировавший около 200 фильмов. Лауреат Национальной кинопремии за лучший монтаж.

## Биография
Появился на свет в деревне Билакоппа округа Чикмагалур штата Карнатака (регион Малнад), получив при рождении имя Г. Р. Даттатрея. В 17 лет приехал в Ченнаи, чтобы поступить на курсы операторской работы, но в итоге поступил на режиссёрские. Впоследствии он сменил имя на Анил Малнад, поскольку тамилы не могли правильно произнести Даттатрея.
Анил начал свою карьеру в кино как ассистент режиссёра Бапу в мифологической драме на телугу Sampoorna Ramayanam в 1971 году. Как монтажёр он впервые выступил в 1980 году в фильме Vamsa Vruksham того же режиссёра. Всего Анил был монтажёром в 22 фильмах Бапу. Другим режиссёром с которым он часто работал был Вамси. Его «Ситара» (1984) принесла Анилу Национальную кинопремию за лучший монтаж. Помимо телугу и тамильских, Малнад работал над фильмами на хинди, малаялам, каннада и английском, а также конкани, тулу и бенгали.
Анил Малнад скончался от сердечного приступа в частной больнице Ченнаи ночью 19 марта 2018 года. У него остались жена Шрилакшми, сын Сурадж и дочь Акхила.